# Colubotelson dubius
Colubotelson dubius är en kräftdjursart som beskrevs av Nicholls 1944. Colubotelson dubius ingår i släktet Colubotelson och familjen Phreatoicidae. Inga underarter finns listade i Catalogue of Life.